# Антон-Отто Франк
Антон-Отто Франк (нім. Anton-Otto Frank; 18 березня 1912, Інгольштадт — 27 липня 2006, Цуккау) — німецький офіцер, майор вермахту (1945, посмертно). Кавалер Лицарського херста Залізного херста з дубовим листям.

## Біографія
1 жовтня 1931 року вступив в поліцію. 15 жовтня 1935 року перейшов у вермахт, фельдфебель 3-ї батареї 15-го протитанкового дивізіону. Учасник Французької кампанії. З листопада 1942 року — командир взводу 2-ї батареї. З червня 1941 року брав участь у Німецько-радянській війні. З 1 лютого 1942 року — командир 2-го, з 1 серпня 1942 року — 1-ї батареї свого дивізіону. Відзначився у боях між Бугом та Дністром. В травні 1944 року важко поранений. З вересня 1944 року — командир 743-го протитанкового дивізіону. Відзначився в боях на Нареві. Загинув у бою.

## Нагороди
- Медаль «За вислугу років у Вермахті» 4-го класу (4 роки; 2 жовтня 1936)
- Медаль «За Атлантичний вал» (1940)
- Залізний хрест
  - 2-го класу (26 травня 1940)
  - 1-го класу (21 червня 1940)
- Нагрудний знак «За участь у загальних штурмових атаках» 1-го ступеня
- Німецький хрест в золоті (14 квітня 1943)
- Почесна застібка на орденську стрічку для Сухопутних військ (7 грудня 1943)
- Лицарський хрест Залізного хреста з дубовим листям
  - лицарський хрест (15 грудня 1943)
  - дубове листя (№737; 7 лютого 1945)